# قطعنامه ۱۱۱۶ شورای امنیت
قطعنامه  ۱۱۱۶ شورای امنیت سازمان ملل متحد که در تاریخ ۲۷ ژوئن ۱۹۹۷ تصویب شد، سندی بین‌المللی دربارهٔ بررسی وضعیت در لیبریا است. این قطعنامه طی نشست ۳۷۹۳ام با ۱۵ رای موافق، ۰ مخالف و ۰ ممتنع تصویب شد.